# 金石录
《金石录》，宋代金石学著作。中国现存最早的彝器、碑刻、石刻目录和研究专著之一。北宋赵明诚撰，三十卷。
《金石录》著录三代彝器及汉唐至宋以前石刻等二千种。成书于宋徽宗宣和末年。赵明诚，字德父、德夫、德甫，密州诸城人。宋徽宗初年，由太学生入仕，官至知湖州军州事。出身仕宦之家，自幼博览群经诸史，与其妻李清照都喜欢收藏古书字画及前代金石碑版，很早就开始致力于搜求，金石碑刻家藏甚丰。《金石录》体例仿欧阳修的《集古錄》，采用目录和跋尾体例。前十卷为铜器铭文和石刻目录，按时代先后编排，每目有年月及撰者姓名；后二十卷为辨证，共跋尾502篇。赵明诚撰写此书为了抢救文化遗产，校正史书上的讹误。现存最早的宋刊本为龙舒郡斋本，开禧元年浚仪赵不谫又重刻，此本自明朝以来即已罕见。《四库全书》所收为杨州刻本。